# Pascal Gingras
 (décembre 2018).
Si vous disposez d'ouvrages ou d'articles de référence ou si vous connaissez des sites web de qualité traitant du thème abordé ici, merci de compléter l'article en donnant les références utiles à sa vérifiabilité et en les liant à la section « Notes et références ».
Pour les articles homonymes, voir Gingras.
Pascal Gingras (Saint-Jérôme, 5 novembre 1968 - ) est un musicien-batteur et percussionniste québécois.

## Biographie
Il est actuellement membre du groupe pop alternatif francophone El Motor. Il a travaillé en studio avec Louise Forestier sur l'album intitulé Éphémère paru en août 2008. Il a aussi joué avec le groupe afrobeat de Montréal Afrodizz, avec lequel il a fait une tournée européenne en 2004. Il a aussi été batteur avec Mononc' Serge et les groupes Caïman Fu, Caféïne, les Jardiniers, QRN (Quite Ridiculous Nonsense), Les Frères Diouf, Ben Charest et Maxime Morin, Les Gitans de Sarajevo, Paul Kunigis et Jeszcze Raz. 
Depuis 1997, il est inscrit au répertoire de ressources culture-éducation du ministère de la Culture et des Communications du Québec et il enseigne des ateliers de percussions dans les écoles primaires et secondaires.